# Schimpach
Schimpach (luxembourgeois : Schëmpech) est une section de la commune luxembourgeoise de Wincrange située dans le canton de Clervaux.